# Goya (película)
Goya es una película dramática mexicana de 2022 escrita y dirigida por Pablo Orta en su debut como director. Está protagonizada por Eutimio Fuentes, Mateo Valles y Ruth Ramos.

## Sinopsis
Los planes de los hermanos César y Mateo se ven frustrados por la enfermedad de Goya, el perro semiabandonado de su vecino. Ambos hermanos junto con Camila, una vecina, emprenderán un viaje para salvar a Goya.

## Elenco
Los actores que participan en esta película son:
- Eutimio Fuentes como César
- Mateo Valles como Mateo
- Ruth Ramos como Camila

## Producción
La película fue financiada por el Fondo para la Producción Cinematográfica de Calidad (FOPROCINE). Estaba previsto que el rodaje comenzara en abril de 2020, pero se retrasó hasta septiembre de 2021 debido a la pandemia de COVID-19. La fotografía principal tardó 5 semanas en completarse.

## Lanzamiento
Tuvo su estreno internacional el 17 de junio de 2022, en el 37° Festival Internacional de Cine de Guadalajara.

## Recepción

### Recepción de la crítica
Alfredo Naime de La Jornada proclamó que la película es un debut prometedor del director Pablo Orta, porque está bien hecha, con un tono flexible y un buen desarrollo de personajes.

### Premios y nominaciones
| Año  | Premio                                            | Categoría                                    | Candidato              | Resultado | Ref.   |
| ---- | ------------------------------------------------- | -------------------------------------------- | ---------------------- | --------- | ------ |
| 2022 | Festival Internacional de Cine de Guadalajara     | Mejor Película Mexicana - Premio del Público | Goya                   | Ganador   | [ 9 ]  |
| 2022 | Festival Internacional de cine de Puerto Vallarta | Galardón Iguana de Oro.                      | Eutimio Fuentes        | Ganador   |        |
| 2023 | Festival de cine latino de Oklahoma               | Mejor Largometraje                           | Goya                   | Ganador   | [ 10 ] |
| 2023 | Festival de cine latino de Oklahoma               | Mejor director                               | Pablo Orta             | Ganador   | [ 10 ] |
| 2023 | Festival de cine latino de Oklahoma               | Mejor actor                                  | Eutimio Fuentes        | Ganador   | [ 10 ] |
| 2023 | Festival de cine latino de Oklahoma               | Mejor fotografía                             | Jhasua Camarena Romero | Ganador   | [ 10 ] |
| 2023 | Festival de cine latino de Oklahoma               | Mejor actriz                                 | Ruth Ramos             | Nominada  | [ 10 ] |
| 2023 | Festival internacional de cine de Tequila         | Mejor actor                                  | Eutimio Fuentes        | Ganador   |        |
| 2023 | Festival internacional de cine de Cuenca          | Actuación Revelación                         | Mateo Valles           | Ganador   |        |
| 2023 | Muestra internacional de cine de Ensenada         | Mejor película                               | Goya                   | Ganador   |        |